# Denys Clerval
Denys Clerval est un directeur de la photographie français né  le 11 septembre 1934 à Paris où il est mort le 9 juin 2016,.

## Filmographie (partielle)
Courts métrages
- 1961 : 10 juin 1944 de Maurice Cohen (Prix Jean-Vigo 1962)
- 1961 : Actua-Tilt de Jean Herman
- 1961 : La Quille de Jean Herman (Prix du jury au Festival de Venise)
- 1962 : Twist Parade de Jean Herman (Prix du meilleur film documentaire au Festival d'Oberhausen 1963)
- 1963 : La Meule de René Allio
- 1964 : La Belle Époque de Claude Guillemot
- 1964 : De Paris à la Provence de Claude Guillemot
- 1964 : La Cinémathèque française de Jean Herman
- 1965 : Les Autres, court métrage de Maurice Cohen
- 1967 : Le Temps redonné de Henri Fabiani et Jean-Louis Levi-Alvarès
- 1967 : Baudelaire est mort en été de François Weyergans

Moyen métrage
- 1962 : Le Chemin de la mauvaise route de Jean Herman

Longs métrages
- 1965 : La Vieille Dame indigne de René Allio
- 1967 : Le Mur de Serge Roullet
- 1968 : La Trêve de Claude Guillemot
- 1968 : Baisers volés de François Truffaut
- 1969 : La Sirène du Mississippi de François Truffaut
- 1970 : Les Camisards de René Allio
- 1973 : Rude Journée pour la reine de René Allio
- 1981 : Malevil de Christian de Chalonge (2e équipe)
- 1983 : Erendira de Ruy Guerra
- 1987 : Ubac de Jean-Pierre Grasset
- 1987 : La Brute de Claude Guillemot
- 1989 : Natalia de Bernard Cohn
- 1991 : L'Annonce faite à Marie d'Alain Cuny
- 1994 : Daisy et Mona de Claude d'Anna

Télévision
- 1969 : Jean-Roch Coignet, mini série de Claude-Jean Bonnardot
- 1970 : La Brigade des maléfices de Claude Guillemot
- 1981 : La Double Vie de Théophraste Longuet, mini série de Yannick Andréi
- 1993 : La Fortune de Gaspard, téléfilm de Gérard Blain